# Romssa Arena
La Romssa Arena è uno stadio calcistico della città norvegese di Tromsø, sede delle gare casalinghe del club Tromsø IL, militante in Eliteserien, massima serie del paese scandinavo.
Ha una capienza di 7 500 posti di cui 6 500 a sedere.
Inaugurato nel 1987, dal 2007 la superficie del terreno di gioco è in erba sintetica. Questa soluzione è stata adottata poiché il campo, precedentemente in erba naturale, subiva durante il rigido inverno norvegese - si noti che la città di Tromsø si trova 350 km a nord del Circolo polare artico - importanti deterioramenti; il gelo e l'utilizzo in quei periodo portavano il terreno di gioco a diventare fangoso e quasi impraticabile.
Precedentemente noto come Alfheim Stadion, il 29 marzo 2023 è stato annunciato il nuovo cambio di nome dell'impianto, diventato Romssa Arena: in sami settentrionale, significa Arena di Tromsø.